# BÖAG Börsen
Die BÖAG Börsen Aktiengesellschaft ist die Trägergesellschaft und Betreiberin der Wertpapierbörsen Hamburg, Hannover und Düsseldorf, deren Geschichten bis in die Jahre 1558 (Hamburg), 1785 (Hannover) bzw. 1841 (Düsseldorf) zurückreichen. An den drei deutschen Regionalbörsen werden Aktien, Anleihen und Fonds gehandelt, zudem sind Plattformen für den Handel mit geschlossenen Fonds vorhanden. Mit der Mittelstandsbörse Deutschland startete im Januar 2011 ein neues Segment speziell für mittelständische Unternehmen. Im Jahr 2017 betrug der Umsatz 10,2 Milliarden Euro.

## Geschichte
Die BÖAG wurde 1999 als Trägergesellschaft der Börsen Hamburg und Hannover gegründet. Seit 2017 gehört auch die Börse Düsseldorf zu der Gesellschaft.

### Geschichte der Wertpapierbörse Hamburg

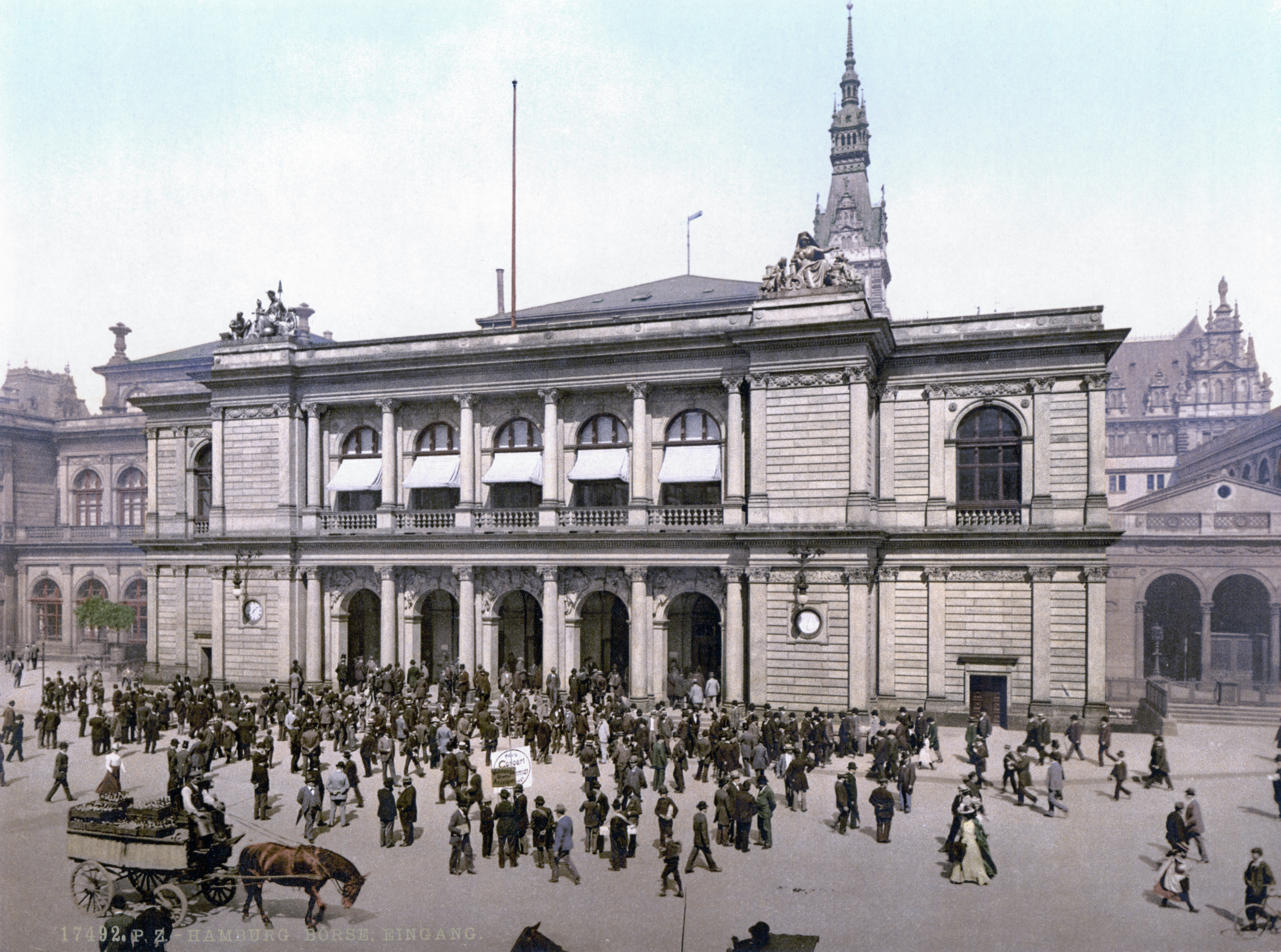
„Hamburger Börse“ am Adolphsplatz um 1900

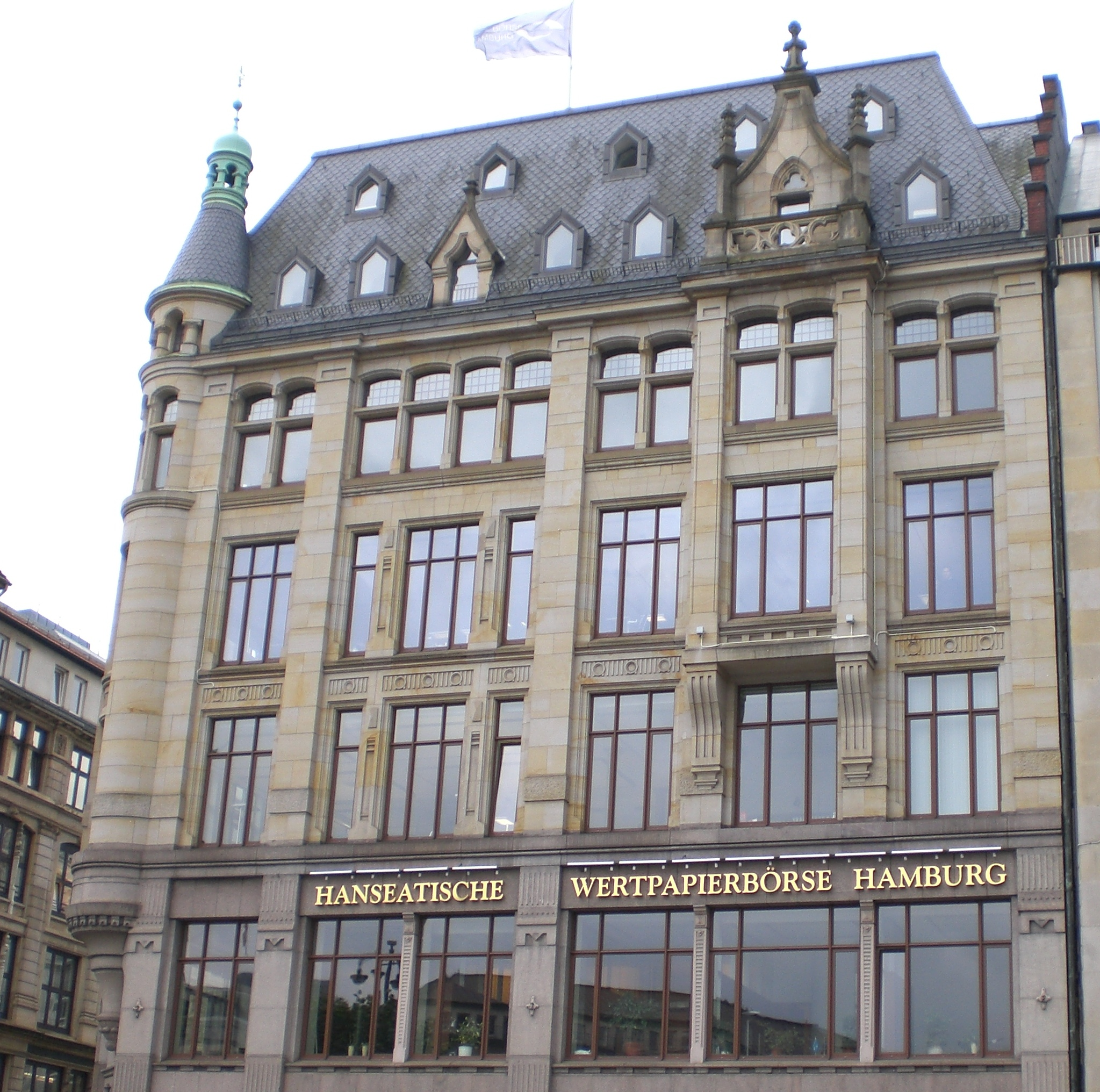
Rathausmarkt-Hof,
Sitz der Börsen AG in Hamburg

Die Hamburger Börse ist die älteste in Deutschland und die viertälteste in Europa. Im Jahr 1558 erteilte der Rat der Stadt den Hamburger Kaufleuten die Erlaubnis, einen dafür eingefriedeten Platz in der Nähe des Rathauses zum täglichen Handelstreff unter freiem Himmel zu nutzen.
Die Händler wickelten zunächst vor allem Warengeschäfte ab, jedoch wurden auch schon erste Versicherungen und Wertpapiere gehandelt. Der Handel nahm in den folgenden Jahrhunderten an Umfang zu, nicht zuletzt auch aufgrund des wachsenden Hafens und den mit ihm verbundenen Handelstätigkeiten. Auf dem Börsengelände an der Trostbrücke wurde bereits 1583 ein erstes Börsengebäude fertiggestellt. 250 Jahre später erfolgte der Umzug in das heute noch bestehende Börsengebäude am Adolphsplatz, wo der Börsenbetrieb am 4. Dezember 1841 aufgenommen wurde.
Es ist noch heute Sitz der Handelskammer Hamburg, wie auch einiger der aus weiteren Einzelbörsen (Versicherungsbörse, Getreidebörse) bestehenden Hamburger Börse. Seit 2006 findet der Börsenhandel der Börse Hamburg in dem neu erworbenen Kontorhaus Rathausmarkt-Hof statt, das 1899 als erstes Gebäude an diesem Platz nach der Fertigstellung des Rathauses 1897 vollendet wurde. Dort sind nunmehr sämtliche Unternehmenseinheiten der Börse Hamburg beheimatet.

### Geschichte der Wertpapierbörse Hannover

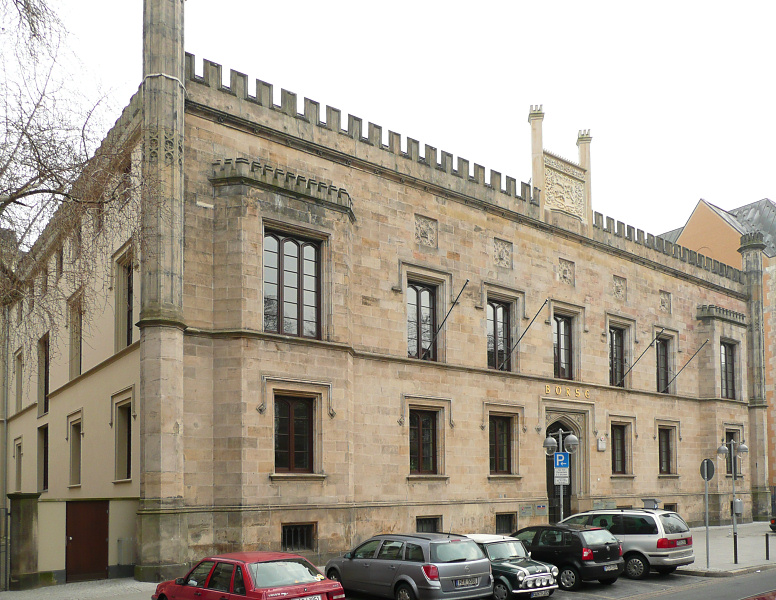
Börse Hannover im Gebäude der Calenberg-Grubenhagenschen Landschaft

Die Niedersächsische Börse zu Hannover hat ihre Ursprünge im 18. Jahrhundert. 1785 wurde von Kaufleuten an der Leine ein Börsenclub mit der Absicht gegründet, die unternehmerischen Aktivitäten in der Region zu vereinfachen. 1787 wurde der Club, der bis heute als solcher besteht, von Georg III. als öffentliches Institut anerkannt. Das war die Geburtsstunde der Börse Hannover, die 1815 zu einem Handelsverein erweitert wurde. 1858 erschien der erste Aktienkurszettel. 1867 gingen das Vermögen des Handelsvereins und das Börsengebäude an die Handelsinnung über, die den Börsenhandel weiter ausbaute. Seit 1923 befindet sich die Börse im Gebäude der Calenberg-Grubenhagenschen Landschaft, das 1846 im Tudorstil errichtet wurde und heute denkmalgeschützt ist.
Zur Zeit des Nationalsozialismus stand der Niedersächsischen Börse zeitweilig Julius Maier vor,  Privatbankier, Konsul von Estland und Gauwirtschaftsleiter der NSDAP.

## Die Börsen Hamburg und Hannover heute

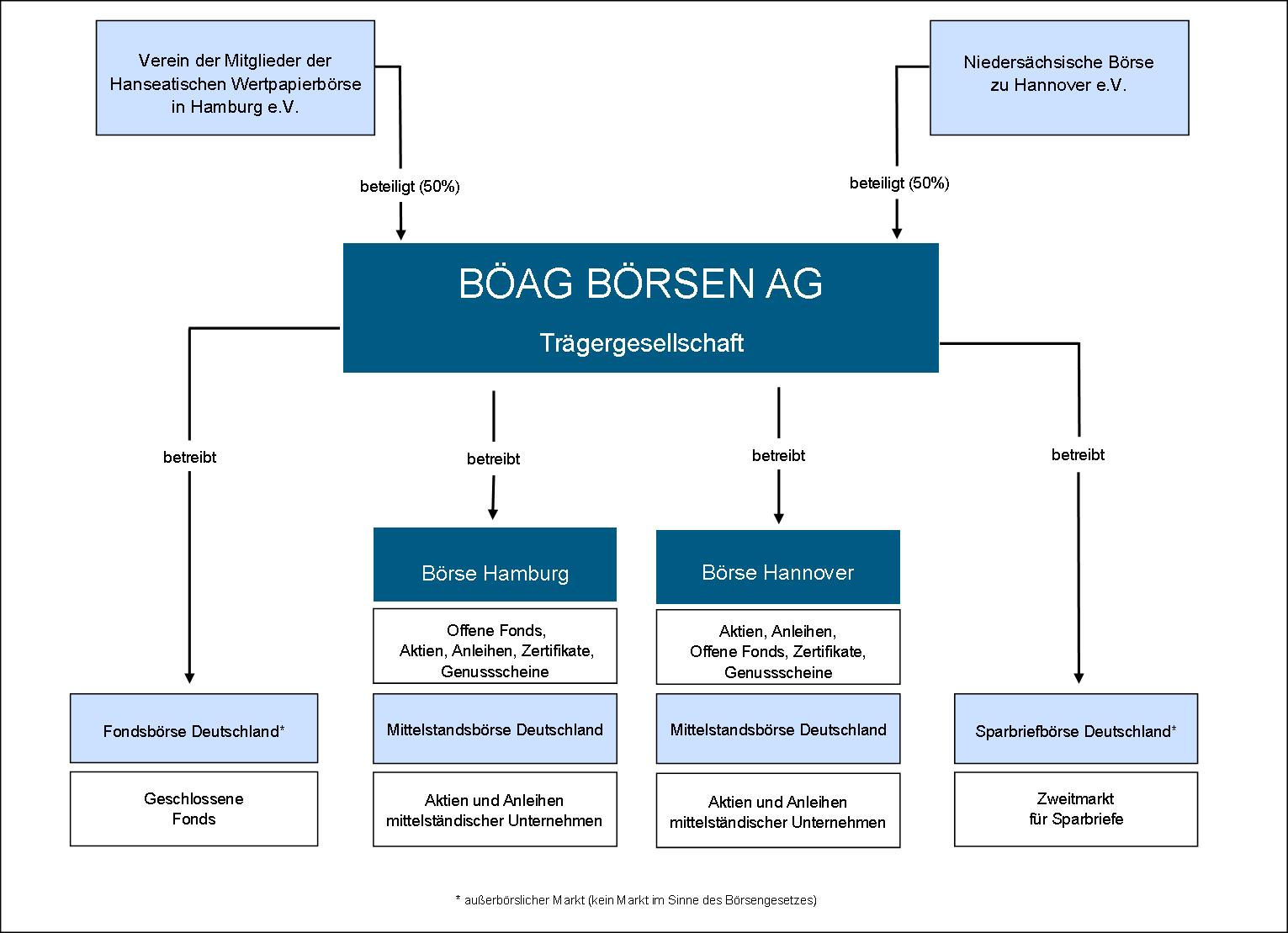
Organigramm der Börsen AG bis 2017

Unter dem Dach der Hamburger Börse bestehen fünf verschiedene Einzelbörsen. Neben einer allgemeinen Börse sind dies die Versicherungsbörse, die Getreidebörse, die Kaffeebörse (nur formal) sowie die Hanseatische Wertpapierbörse.
Zum 1. Januar 1999 gründeten die beiden ehemaligen Trägervereine der Börsen in Hamburg und Hannover, der Verein der Mitglieder der Hanseatischen Wertpapierbörse in Hamburg und der Verein der Niedersächsischen Börse zu Hannover die BÖAG Börsen AG als gemeinsame Trägergesellschaft.
Heute wird an den Wertpapierbörsen in Hamburg und Hannover ein computergestützter Maklerhandel betrieben. Dies bedeutet, dass die Kursfeststellung durch die zuständigen Makler (sogenannte Skontroführer) erfolgt, die hierbei durch eine Reihe technischer Systeme unterstützt werden (darunter Quote-Machine, Limit-Kontrollsysteme und Xontro).
Am Handel sind rund 120 in- und ausländische Kreditinstitute und Finanzdienstleistungsunternehmen beteiligt und an den beiden Börsen sind heute mehr als 11.000 Wertpapiere gelistet (darunter Aktien, offene Fonds, Options- und Genussscheine, Zertifikate). Zusätzlich werden über die Fondsbörse Deutschland geschlossene Fonds gehandelt.
Im seit 1998 bestehenden außerbörslichen Zweitmarkt mit geschlossenen Fonds sind die Börsen Marktführer.

## Handelssegmente und Handelsregeln

### Aktienhandel

#### Handelszeit von 8 bis 22 Uhr
Der Handel in Werten des DAX, MDAX, TecDAX, SDAX, EURO STOXX 50 und Dow Jones an den Börsen Hamburg und Hannover erfolgt nach dem Referenzmarktprinzip. Das bedeutet, dass die Ausführung mindestens zu einem ebenso guten Preis wie am jeweiligen Referenzmarkt garantiert wird; der Preis kann auch besser sein als dort. Für Orders in Aktien der Indizes MDAX, SDAX und TecDAX und für ausländische Aktien bis zu einem Volumen von bis zu 25.000 Euro wird keine Maklercourtage erhoben, bei Orders in Aktien des DAX-30 erfolgt der Verzicht auf Courtageberechnung bis 50.000 Euro. Bei anderen Orders fallen 0,08 %, bei Orders in DAX-30-Aktien über 50.000 Euro 0,04 % an. Die Orders in allen gängigen Indexwerten werden im Rahmen der Orderbuchtiefe des Referenzmarktes ausgeführt, auch wenn keine Gegenorder vorliegt. Auch auf den vorhergehenden Umsatz kommt es nicht an: Dafür gibt es die Liquiditätsgarantien der Skontroführer, in Aktien des EURO STOXX 50 und des DAX-30 beträgt diese zum Beispiel 50.000 Euro.

### Anleihenhandel
Von 8.00 Uhr bis 17.30 Uhr werden an den Börsen Hamburg und Hannover Anleihen (auch Renten genannt) variabel gehandelt. Hierzu gehören alle notierten Bundeswertpapiere und von Bundesländern emittierte Rentenpapiere sowie Bank- und Industrieobligationen. Bis zu einem Ordervolumen von 250.000 Euro erfolgt der Handel in allen im Regulierten Markt notierten Bundeswertpapieren bis zu zehn Jahren Laufzeit mit einem maximalen Spread von 0,05 %. Die Ausführung der Orders erfolgt in Anlehnung an die jeweiligen Renten-Futures oder die aktuelle Berechnung des Emittenten bzw. Marktpflegers. Es wird eine Ausführung aller bis zum Handelsbeginn um 11 Uhr erteilten Aufträge zum Kassakurs des Frankfurter Fixings in beliebiger Höhe garantiert. Daneben werden alle gequoteten Unternehmensanleihen bis zu einem Ordervolumen von 50.000 Euro fortlaufend gehandelt.

### Fondshandel Hamburg
2002 führte die Börse Hamburg den börslichen Handel mit Investmentfonds ein. Mit einem Umsatz von 1,3 Mrd. Euro im Jahr 2015 ist sie Marktführer in diesem Segment. Aktuell können Anleger mehr als 4200 offene Fonds handeln. Im Gegensatz zur klassischen Fondsorder direkt über die Investmentgesellschaft erfolgt der Handel an der Börse variabel, und es erfolgt sehr schnell ein Ausführungskurs. Des Weiteren entfällt der oft übliche Ausgabeaufschlag.

### Fondsbörse Deutschland
Unter der Marke Fondsbörse Deutschland betreibt die BÖAG Börsen AG Hamburg-Hannover einen Zweitmarkt für Beteiligungen. Investoren haben die Möglichkeit, Beteiligungen an mehr als 5200 Immobilien-, Schiffs- und vielen weiteren Fonds bereits vor dem Laufzeitende zu verkaufen oder „gebrauchte“ Beteiligungen zu erwerben. Der Handel mit geschlossenen Fonds erfolgt nach börslichen Regeln. Angebot und Nachfrage bestimmen den Preis. Der zuständige Makler, die Fondsbörse Deutschland Beteiligungsmakler AG, ermittelt täglich Angebotspreise und veröffentlicht diese unter www.zweitmarkt.de. Mitarbeiter der Handelsüberwachungsstelle der Börse Hamburg überwachen die täglichen Preisfeststellungen. In diesem Segment wurden 2015 rund 250 Mio. Euro umgesetzt. Dies entspricht einer Steigerung von rund 25 Prozent im Vergleich zum Vorjahr.

### Fondsservice Hannover
Seit 2011 können Anleger über den Fondsservice Hannover Investmentfonds zum Rücknahmepreis (NAV) der Kapitalverwaltungsgesellschaft (KVG) kaufen. Sie erhalten die Fondsanteile somit ohne Ausgabeaufschlag. Pro Order fallen unabhängig vom Ordervolumen 15 Euro für die Ausführung an der Börse Hannover an. Die Orderaufgabe erfolgt über eine Bank oder einen Online-Broker. Die Makler am Börsenplatz sammeln die Aufträge bis zum individuellen Orderannahmeschluss und führen sie nach Veröffentlichung des neuen NAV durch die KVG aus. Rücknahmepreise für Fonds werden in der Regel börsentäglich ermittelt und veröffentlicht. Anders als im börslichen Fondshandel haben untertägige Marktschwankungen beim Fondsservice keinen Einfluss auf den Ausführungspreis.

### Mittelstandsbörse Deutschland
Die Mittelstandsbörse ist ein 2011 eingerichtetes Handelssegment im Freiverkehr der Börsen Hamburg und Berlin, in dem ähnlich dem Scale-Segment in Frankfurt, dem m:access-Segment in München dem Primärmarkt in Düsseldorf höhere Transparenzstandards gelten als im einfachen Freiverkehr.

### High Risk Market
Der High Risk Market ist ein Handelssegment im Freiverkehr der Börse Hamburg, in dem vorwiegend Aktien von Unternehmen notieren, die an keinem in- oder ausländischem organisierten Markt zum Handel zugelassen sind. Der Handel und die Preisfeststellung erfolgt auf Basis von Angebot und Nachfrage; eine Quotierungsverpflichtung der skontroführenden Makler gibt es für die in diesem Segment notierten Werte nicht.

### Notierung nach Delisting
Eine weitere Besonderheit des Hamburger Freiverkehrs ist die eigeninitiative Notierungsaufnahme von Aktien, deren Börsennotierung auf Antrag des jeweiligen Unternehmens eingestellt wurde. So werden in Hamburg zum Beispiel die Aktien von Deufol, Kabel Deutschland Holding AG, KWG Kommunale Wohnen und Sanacorp trotz eines offiziellen, deutschlandweiten Delisting weiter gehandelt. Damit tritt die BÖAG in Konkurrenz zu den etablierten außerbörslichen Plattformen Valora Effekten Handel und Schnigge Telefonhandel.

### Sparbriefbörse Deutschland
Im Februar 2015 führte die BÖAG Börsen AG die Sparbriefbörse Deutschland ein. Die Handelsplattform ermöglichte die anonyme Vermittlung von auf Euro lautenden Sparbriefen. Wer vor Ablauf der Fälligkeit seines Sparbriefs die gebundene Liquidität benötigte, konnte diesen über die Sparbriefbörse Deutschland zum Kauf anbieten. Verkäufer gaben einen Startpreis vor und warteten dann fünf Tage lang auf die eingehenden Gebote. Das über den vermittelnden Makler abgeschlossene Geschäft wurde über ein Treuhandkonto abgewickelt. Die Sparbriefbörse Deutschland wurde 2019 eingestellt.

### Lang & Schwarz Exchange
Im August 2016 startete die Börse Hamburg in Partnerschaft mit dem Marktpfleger Lang & Schwarz TradeCenter AG & Co. KG das elektronische Handelssystem Lang & Schwarz Exchange. Damit ergänzt die BÖAG Börsen AG als Trägergesellschaft der Börse Hamburg und Börse Hannover ihr Angebot im traditionellen Börsenhandel. Über dieses Handelssystem können Anleger mehrere Tausend verschiedene Wertpapiere montags bis freitags zwischen 7:30 und 23:00 Uhr nach dem Quote-Request-Verfahren handeln.

### Schuldscheinbörse Deutschland
Von März 2017 bis 2019 bot die BÖAG Börsen AG mit der Schuldscheinbörse Deutschland institutionellen Investoren erstmals in Deutschland einen börsenseitig überwachten Handel von Schuldscheindarlehen an. Kauf- und Verkaufsaufträge für Schuldscheine mit einer Restlaufzeit zwischen einem und maximal zehn Jahren konnten anonym und kostenfrei über einen Dienstleister auf der Plattform eingestellt werden. Für Verkäufer standen zwei Vermittlungsalternativen zur Verfügung: Das über maximal fünf Tage laufende „Auktionsverfahren“ ermöglichte die Erzielung eines bestmöglichen Verkaufspreises; im „Soforthandel“ wurde eine zeitnahe Ausführung angestrebt. Bei erfolgreicher Vermittlung eines Geschäftes fiel eine Provision an.

## Indizes

### Global Challenges Index (GCX)
Im September 2007 lancierte die Börse Hannover in Zusammenarbeit mit der oekom research AG den Global Challenges Index. Dieser Index ist auf sieben globale Herausforderungen dieses Jahrtausends ausgerichtet. Er besteht aus 50 Unternehmen. Diese setzen sich in besonderem Maße für die Bekämpfung der Ursachen und Folgen des Klimawandels, die Sicherstellung einer ausreichenden Versorgung mit Trinkwasser, die Beendigung der Entwaldung und die Förderung nachhaltiger Waldwirtschaft, den Erhalt der Artenvielfalt, den Umgang mit der Bevölkerungsentwicklung, die Bekämpfung der Armut oder die Unterstützung verantwortungsvoller Führungs-(Governance-)Strukturen ein.

### Aktienindex HASPAX
In Zusammenarbeit mit der Hamburger Sparkasse hat die Börse Hamburg im Jahr 1996 den HASPAX initiiert, den Börsenindex für 25 Aktiengesellschaften aus der Metropolregion Hamburg. Dieser ist als Performance-Index konzipiert.

### Aktienindex NISAX20
Im Jahr 2002 wurde von der Nord/LB der Aktienindex NISAX20 eingeführt. Die 20 bedeutendsten Aktiengesellschaften des Bundeslandes Niedersachsen sind hier enthalten. Voraussetzung für die Aufnahme ist der Hauptsitz in Niedersachsen und die Zugehörigkeit mindestens im CDAX oder ein Listing an der Börse Hannover im Regulierten Markt.